# جلوگیر (نیر)
جلوگیر یک روستا در ایران است که در دهستان یورتچی غربی واقع شده‌است. جلوگیر ۱۹ نفر جمعیت دارد.